# Melion
Melion es una novela bretona anónima que cuenta la historia de un caballero que se transforma en hombre lobo por amor a su esposa, quien lo traiciona.

## Composición y manuscritos
La fecha real de escritura se estima entre 1190 y 1204.
La novela Melion está contenida en sólo un manuscrito existente: C. Paris, Bibliothèque de l'Arsenal, 3516, f. 343r, col. 1 - 344r, col. 4. Este manuscrito data del año 1268. El texto está escrito en dialecto picardo.

## Resumen de la trama
Melion cuenta la historia de un caballero llamado Melion que sirve al Rey Arturo y que jura que nunca se casará con una mujer que haya amado a otro hombre. En la era del amor cortés, le era imposible para Melion encontrar una mujer así en la corte.
Un día, cuando estaba de cacería, Melion conoce a la hija del rey de Irlanda, quien le dice que nunca antes ha amado a otro hombre que no fuese él. Se casan felizmente y tienen dos hijos.
Tres años después, Melion, su esposa y un escudero salen de caza. Melion ve un hermoso ciervo y su esposa declara que morirá si no come la carne de ese hermoso animal. Melion le promete la carne y le pide que lo ayude a transformarse en lobo, usando un anillo mágico. La esposa toca la cabeza de Melion con la piedra del anillo y él, transformado, se dirige al bosque en busca del ciervo. La esposa aprovecha entonces la oportunidad para tomar la ropa y el anillo de Melion, y se fuga a Irlanda con el escudero.
Cuando Melion regresa al lugar donde dejó a su esposa, ve que ella ya no está. Aún en la forma de un lobo, se esconde en un barco rumbo a Irlanda, donde es perseguido por los marineros y los habitantes del pueblo debido a su apariencia. Melion se une a otros diez lobos y comienza a matar ganado y personas. El pueblo se queja ante el rey, quien caza a diez de los once, dejando solo a Melion.
El rey Arturo llega a Irlanda y Melion acude a él. El rey y sus caballeros quedan sorprendidos por el comportamiento dócil y cortés del lobo y lo mantienen como compañero. En la corte del rey de Irlanda, Melion ve al escudero que se fue con su esposa y lo ataca. Sabiendo que Melion está domesticado, el Rey Arturo y los caballeros investigan la causa del ataque al hombre. El escudero confiesa, y la hija se ve obligada a acudir a la corte con el anillo mágico para restaurar a Melion. Después de volver a transformarse en hombre, Melion considera castigar a su esposa transformándola en un lobo, pero en lugar de eso, la abandona y regresa a Gran Bretaña con el Rey Arturo.

## Análisis y significado

### Estructura
El poema se puede dividir en las siguientes secciones:
1. Introducción (vv. 1-14)
2. Melion hace su voto y se encuentra con la dama (vv. 15-133)
3. La señora aprende la verdad (vv. 134-182)
4. La dama traiciona a Melion (vv. 183-218)
5. Melion sigue a su esposa y se une a los lobos (vv. 219-280)
6. Melion se une al Rey Arturo (vv. 281-485)
7. Melion ataca (vv.486-502)
8. Los caballeros investigan la causa del ataque (vv. 503-520)
9. La esposa confiesa; Melion recupera la forma humana (vv. 521-564)
10. La mujer es castigada (vv. 565-586)
11. Epílogo (vv. 587-592)

### Alusiones
Este libro comparte muchas características argumentales con el Bisclavret de Marie de France y el anónimo Biclarel, donde el héroe también es un hombre lobo. Algunos eruditos creen que Melion y Bisclavret en particular evolucionaron de la misma fuente.  Sin embargo, la introducción de un anillo mágico es exclusiva de Melion.

### Simbolismo
La caza puede ser vista como un símbolo de cambio.   Melion conoce a su esposa mientras está de caza, luego se transforma en lobo y pierde a su esposa en una cacería, y es cazado mientras está en forma de lobo.

Así como Arturo está asociado con la corte, la dama está asociada con "el desierto ingobernable, inexplicable, con el caos, con el otro". 
1. ↑  Tobin, Prudence O'Hara (1976). Les lais anonymes des XIIe et XIIIe siècles. Geneva: Librarie Droz.
2. ↑  Hopkins, Amanda (2005). Melion and Biclarel: Two Old French Werewolf Lays. Liverpool, United Kingdom: Liverpool Online Series. p. 113. ISBN 0-9533816-9-2.
3. ↑  Kittredge, G.L. (1903). «Arthur and Gorglagon». Studies and Notes in Philology and Literature (Harvard) 8: 173.
4. ↑  Williams, Elizabeth (1991). Hunting the deer: some uses of a motif-complex in Middle English romance and saint's life. pp. 187-206. Consultado el 11 de noviembre de 2024.

- Datos: Q782538